# تشارلي فانكات
تشارلي فانكات (بالإنجليزية: Charlie Fancutt)‏ من مواليد 17 يونيو عام 1959، في بريزبان، هو لاعب كرة مضرب أسترالي سابق وكان يلعب باليد اليمنى. أعلى تصنيف له في الفردي كان المركز الـ 123 في سنة 1982. أعلى تصنيف له في الزوجي كان المركز الـ 94 في سنة 1985.

## النهائيات

### الزوجي: (1)
| الرقم | السنة | الدورة          | الأرضية | الشريك        | المنافس في النهائي             | النتيجة في النهائي |
| ----- | ----- | --------------- | ------- | ------------- | ------------------------------ | ------------------ |
| 1.    | 1983  | المملكة المتحدة | ترابية  | جريج وايتكروس | أندرو جاريت جوناثان سميث (تنس) | 6–3, 3–6, 6–4      |

## روابط خارجية
- تشارلي فانكات على موقع رابطة محترفي التنس (الإنجليزية)
- تشارلي فانكات على موقع الاتحاد الدولي لكرة المضرب (الإنجليزية)
- تشارلي فانكات على موقع خلاصة التنس.كوم (الإنجليزية)